# To the Bone (album de Steven Wilson)
Albums de Steven Wilson
Hand. Cannot. Erase.
(2015) The Future Bites
(2020)
To the Bone est le cinquième album solo du musicien britannique Steven Wilson, sorti en 2017.

## Liste des titres
| 1.    | To the Bone               | 6:41 |
| 2.    | Nowhere Now               | 4:03 |
| 3.    | Pariah                    | 4:46 |
| 4.    | The Same Asylum as Before | 5:14 |
| 5.    | Refuge                    | 6:43 |
| 6.    | Permanating               | 3:34 |
| 7.    | Blank Tapes               | 2:08 |
| 8.    | People Who Eat Darkness   | 6:02 |
| 9.    | Song of I                 | 5:21 |
| 10.   | Detonation                | 9:19 |
| 11.   | Song of Unborn            | 5:55 |
| 59:46 |                           |      |